# Josep de Modona
Josep de Modona fou un eclesiàstic grec partidari de la unió en el concili de Florència el 1439, natural i bisbe de Modó.
Va escriure un llibre en defensa de la unió i contra Marc Eugènic, bisbe d'Efes, titulat Ἀπολογία εἰς τὸ γραμμάτιον κυρυῦ Μάρκου τοῦ Εὐγενικοῦ μητροπολίτον Ἐφέσου, Responsio ad Libellum Domini Marci Eugenici Metropolitae Ephesi. Un altre defensa del concili florentí la va publicar sota el nom de Ἰωάννου τοῦ Πρωτοϊερέως τοῦ Πλουσιαδηνοῦ Διάλεξις περὶ τῆς διαφορᾶς τῆς ὄυσης μέσον Γραικῶν καὶ Δατίνων ῎ετι τε καὶ περὶ τῆς ἱερᾶς καὶ ἁγίας συνόδου τῆς ἐν Φλωρεντία γενομένης, Joannis Archipresbyteri Plusiadeui Disceptatio de Differentiis inter Graecos et Latinos et de Sucrosancta Synodo Florentina.
Lleó Al·laci suposa que el seu nom original era Joan Plusiadè (Joannes Plusiadenus) i va agafar el de Josep en esdevenir bisbe de Modona, basat en el fet que l'obra Responsio ad Marcum Ephesinum, a la Biblioteca Ambrosiana de Milà porta el nom de Joannes Plusiadenus.